# Lila Lee
Lila Lee (Union Hill, Nova Jersey, 25 de juliol de 1905 - Saranac Lake, Nova York, 13 de novembre de 1973) va ser una estrella de cinema durant l'època del cinema mut.

## Primers anys
Augusta Wilhelmena Fredericka Appel (posteriorment Lila Lee) va néixer a Nova York, en el si d'una família d'immigrants alemanys que s'hi havien traslladat el 1904. Allà el seu pare, Charles Apell, que feia de cambrer, es va canviar el cognom pel de Lee. El 1910, quan tenia sis anys, els seus pares es van traslladar a Union Hill, a l'estat de Nova Jersey. Un dia que estava sola ballant pel carrer, un conductor es va aturar i li va proposar de participar en el seu show infantil. Es tractava de Gus Edwards, un productor teatral i editor musical. Els seus pares van permetre que fes una gira amb el vodevil quedant sota la tutela de Lillian, la dona d'Edwards. Més endavant reconeixeria que la influència d'aquesta dona va ser decisiva en la seva carrera. Allà va rebre el sobrenom de «Cuddles», amb el qual seria coneguda durant la seva carrera. Augusta va actuar durant vuit anys en diferents vodevils amb Edwards com a mànager.

## Carrera al cinema
El juny de 1918, als tretze anys, va signar un contracte per cinc anys amb la Famous Players-Lasky Corporation. Anteriorment ja havia actuat en algunes pel·lícules com a extra, com és el cas de The Little American (1917). Aleshores Jesse Lasky va buscar un nom alternatiu a «Cuddles» i va triar el de «Lila Lee». La seva primera pel·lícula va ser The Cruise of the Make-Believes (1918), va rebre l'aprovació del públic i va induir una intensa campanya publicitària per convertir-la en una estrella. Aviat, però, els directius es van adonar que Lila Lee, amb catorze anys, encara no encaixava en rols de dona adulta però tampoc en rols infantils. Per això li van notificar que al final del primer any de contracte aquest seria modificat d'acord amb el que corresponia a una actiu de repartiment. Lee es va plantejar abandonar i tornar a Broadway, però aleshores la va trucar Cecil C. DeMille per proposar-li d'actuar en una nova pel·lícula: Man and Woman amb Gloria Swanson. De mica en mica va començar a fer-se un lloc en el cinema, arribant a protagonitzar pel·lícules amb Wallace Reid o Roscoe Arbuckle, moltes de les quals dirigides per James Cruze.
En aquells anys la premsa va especular sobre la seva relació amb Houdini, John Gilbert, Charles Chaplin o Rodolfo Valentino. El 1922, Lee va ser escollida per fer el paper de Carmen en la enormement popular Sang i arena, amb Rodolfo Valentino i Nita Naldi. Aquell any també va guanyar el premi WAMPAS Baby Stars. L'any següent, en el rodatge de la pel·lícula Ebb Tide, es va enamorar de l'actor James Kirkwood, Sr., amb qui es va casar el 25 de juliol de 1923 davant l'oposició de la seva mare. Aquell dia ella feia divuit anys i ell era vint anys més gran. Lee i Kirkwood van tenir un fill el 1924 anomenat James Kirkwood, Jr. que va arribar a ser un conegut dramaturg i guionista, amb obres com A Chorus Line.

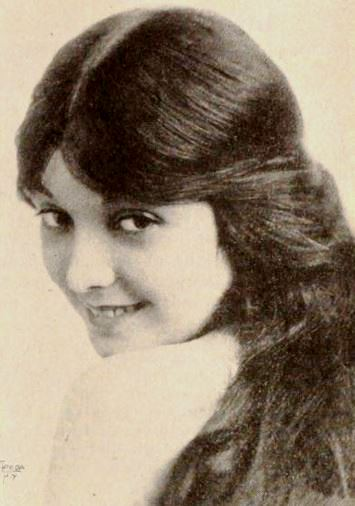
Lila Lee el 1918, en el moment de signar el seu primer contracte amb Famous Players - Lasky.

Durant un temps, el matrimoni es va desplaçar a Nova York, on Kirkwood actuava a l'obra The Fool. Poc després, però, Lee va acceptar un nou contracte de la Famous Players-Lasky i va tornar a Hollywood. Al voltant de 1927 va perdre molts de diners en una inversió en una plantació de tarongers, cosa que va coincidir amb una crisi de feina. Gràcies al productor Bryan Foy, que la coneixia de quan era una actriu infantil, va recuperar l'estatus d'actriu interessant i va entrar al cinema sonor amb bones crítiques. El 1928 es va separar del seu marit. Malauradament, una sèrie de males decisions i el fet de contreure tuberculosi, la van allunyar de l'estrellat. El 1931 es va divorciar de James Kirkwood. La seva carrera es va limitar a papers en pel·lícules de sèrie B. El 1934 es va casar amb l'agent de borsa Jack R. Peine, de qui es va divorciar el 1935. Es va casar una tercera vegada el 1944, ara amb John E. Murphy, del qual es va divorciar el 1949.
Durant els anys 1940, Lee va participar en diferents obres de teatre i també en les primeres sèries de televisió que aparegueren els anys 50. El 13 de novembre de 1973 Lee va morir a causa d'un ictus a Saranac Lake (Nova York).

## Filmografia
- The Little American (1917)
- The Cruise of the Make-Believes (1918)
- Such a Little Pirate (1918)
- Jane Goes A' Wooing (1919)
- The Secret Garden (1919)
- Puppy Love (1919)
- Rustling a Bride (1919)
- A Daughter of the Wolf (1919)
- Rose o' the River (1919)
- The Heart of Youth (1919)
- The Lottery Man (1919)
- Hawthorne of the U.S.A. (1919)
- Male and Female (1919)
- Terror Island (1920)
- The Soul of Youth (1920)
- The Prince Chap (1920)
- Midsummer mandes (1920)
- Charm School (1921)
- The Easy Road (1921)
- The Dollar-a-Year Man (1921)
- Gasoline Gus (1921)
- Crazy to Marry (1921)
- After the Show (1921)
- The Fast Freight (1921)
- One Glorious Day (1922)
- Is Matrimony a Failure? (1922)
- The Dictator (1922)
- Sang i arena (1922)
- The Ghost Breaker (1922)
- A Trip to Paramountown (1922)
- Back Home and Broke (1922)
- Rent Free (1922)
- Ebb Tide (1922)
- The Ne'er-Do-Well (1923)
- Homeward Bound (1923)
- Hollywood (1923)
- Woman-Proof (1923)
- Love's Whirlpool (1924)
- Wandering Husbands (1924)
- Another Man's Wife (1924)
- The Midnight Girl (1925)
- Old Home Week (1925)
- Coming Through (1925)
- Broken Hearts (1926)
- The New Klondike(1926)
- Fascinating Youth (1926)
- One Increasing Purpose (1927)
- Million Dollar Mystery (1927)
- Top Sergeant Mulligan (1928)
- You Can't Beat the Law (1928)
- A Bit of Heaven (1928)
- United States Smith (1928)
- Thundergod (1928)
- The Adorable Cheat (1928)
- Black Butterflies (1928)
- The Little Wild Girl (1928)
- The Black Pearl (1928)
- The Man in Hobbles (1928)
- Top Sergeant Mulligan (1928)
- Drag (1929)
- Dark Streets (1929)
- Honky Tonk (1929)
- The Argyle Case (1929)
- Flight (1929)
- Queen of the Nightclubs (1929)
- The Sacred Flame (1929)
- Show of Shows (1929)
- Love, Live and Laugh (1929)
- Double Cross Roads (1930)
- The Unholy Three (1930)
- Second Wife (1930)
- Those Who Dance (1930)
- Murder Will Out (1930}
- The Gorilla (1931)
- Woman Hungry (1931)
- Misbehaving Ladies (1931)
- The Intruder (1932)
- Unholy Love (1932)
- The Night of June 13 (1932)
- Radio Patrol (1932)
- The Iron Master (1933)
- The Face in the Sky (1933)
- Officer 13 (1933)
- Lone Cowboy (1934)
- Stand up and Cheer (1934)
- I Can't Escape (1934)
- In Love with Life (1934}
- War Correspondent (1932)
- False Faces (1932)
- Exposure (1932)
- Whirlpool (1934)
- The People's Enemy (1935)
- Champagne for Breakfast (1935)
- The Marriage Bargain (1935)
- L'exdona de Bradford (The Ex-Mrs. Bradford) (1936)
- Country Gentlemen (1936)
- Two Wise Maids (1937)
- Oh Boy! (1938)
- Cottonpickin' Chickenpickers (1967)